# Sauromates IV
Sauromates IV del Bósforo (Tiberio Julio Sauromates IV; en griego: Σαυροματης Δ') fue un rey del Bósforo que reinó en 275/276.
No es conocido más que por un estatero de cobre del año 572 de la era del Ponto, o sea 275/276 d. C., emitida al nombre de « ΒΑΣΙΛΕΩΣ ΣΑΥΡΟΜΑΤΟΥ » con el anverso, la cabeza diademada de Sauromates mirando a la derecha, y delante un tridente, y al reverso, la efigie del emperador Tácito o Probo.